# マスターマインド

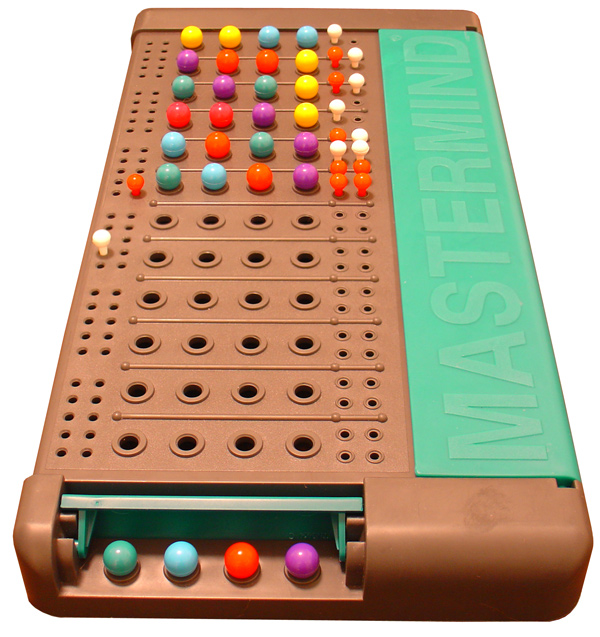

マスターマインドとは、隠されたピンの色のヒントを元に推理するボードゲームの名称であり、ヒット・アンド・ブローと呼ばれることもある。源流となるゲームはBulls and Cowsである。

## ルール
プレイヤーは、出題者と解答者に分かれる。
1. 出題者は解答者から見えないように、ピンを4本選び並べる。
2. 解答者は、配置を予想する。
3. 出題者は解答者の予想を判定する。
  - 位置も色も正しいピン（これをヒットという）があったら赤いピンを立てる。
  - 色は正しいが位置が違うピン（これをブローという）があったら白いピンを立てる。
4. 2-3 を繰り返し、赤いピンが4本立つ（配置を完全に答える）までの回数で勝負を決める。

勝敗の決め方としては
- それぞれが出題者になり、答えるまでの回数が少ない方が勝ち。
- 規定回数までに答えられなかったら出題者の勝ち。

などがある。

## 商品化
1970年代前半にイギリスのインヴィクタ社から発売。その後アメリカではハズブロ社から発売され、世界中で販売された。日本では、カワダ及びハスブロージャパンから発売。また、このルールを元にする商品もいくつか発売された（野村トーイから発売された『おむすび探偵団』など）。

## その他
特定の道具を使用しなくても遊ぶことができ、その際にはピンの色の代わりに数字を当てる形式にすることが多い。
推理の過程と判定を提示して、第三者に答えさせるパズルもある。
ルールが簡潔であるため、パソコンの黎明期にBASICで組まれたプログラムが数多く発表された。